# Rothorn (Visperterminen)
Rothorn är en bergstopp i Schweiz.   Den ligger i distriktet Visp och kantonen Valais, i den södra delen av landet, 90 km söder om huvudstaden Bern. Toppen på Rothorn är 2 589 meter över havet, eller 7 meter över den omgivande terrängen. Bredden vid basen är 0,20 km.
Terrängen runt Rothorn är mycket bergig. Närmaste större samhälle är Visp, 7,9 km nordväst om Rothorn. 
Trakten runt Rothorn består i huvudsak av gräsmarker. Runt Rothorn är det ganska glesbefolkat, med 23 invånare per kvadratkilometer.